# 자성광헌황후
자성광헌황후 조씨(慈聖光獻皇后 曹氏, 1016년 ~ 1079년 11월 16일(음력 10월 20일))는 북송 인종의 황후로 송나라의 명장 건국공신 조빈(曹彬)의 손녀이다.

## 생애
1033년 인종의 얼굴에 손찌검을 했다는 이유로 황후 곽씨가 폐위되자 이듬해인 1034년 황후로 책봉되었다. 《송사》에는 조씨가 성격이 온화하고 소박하며, 지체높은 집안에서 태어났지만 일을 좋아하여 농사를 짓고 누에를 쳤다고 기록되어 있다.
1048년 1월, 황궁의 위병이 정변을 일으키는 사건이 일어났다. 바깥이 떠들썩하고 지붕에서 기와 밟는 소리가 나는 것을 듣고 당황한 인종이 밖으로 나가려 하자, 조씨는 인종을 말리면서 처소의 문을 잠그고 도지사(都知事) 왕수충(王守忠)에게 사람을 보내 군사를 보내는 등 침착하게 대응했다. 또한 궁문이 두꺼워 역도들이 문을 부수는 대신 궁에 불을 지를 것을 염려하여 미리 사람을 시켜 물을 준비해두었고 이 때문에 황궁에 불이 났을 때에도 큰 피해를 입지 않을 수 있었다. 조씨는 내시들에게 자신의 머리카락을 뽑아 나누어주면서 내일 아침 이것을 지니고 있는 사람에겐 상을 주겠다고 하며 사기를 북돋았다. 이 사건에 후궁이 관련이 되었다는 것을 알았을 때에는 후궁을 사형에 처하도록 하여 궁 안의 기강을 바로세웠다.

## 참고 문헌
- 샹관핑, 《중국사 열전, 후비 - 황제를 지배한 여인들》, 달과소, 2008
- 장젠중, 《중국을 말한다》, 남광철 역, 신원문화사, 2008